# تومي لي جونز
تومي لي جونز (بالإنجليزية: Tommy Lee Jones)‏ ممثل أمريكي من مواليد 15 سبتمبر 1946، حاصل على جائزة أكاديمية عام 1993 لأفضل ممثل مساند عن دوره في فيلم الهارب، وحصل بنفس الدور على جائزة الغولدن غلوب 1994 كأفضل ممثل مساند، كما حصل على جائزة الإيمي 1983 لأ فضل ممثل عن دوره في فيلم أغنية الجلاد، وفي 2005 حصل على جائزة أفضل ممثل في مهرجان كان عن فيلم الدفنات الثلاث لميلكادس استرادا، وقام بدور ذو الوجهين في باتمان للأبد , ظهر في العديد من الأفلام منها ابنة عامل المناجم وجي اف كي و سلسلة أفلام رجال ذو بزات سوداء ولا بلد للعجائز ولينكون .

## النشأة
ولد في سان سابا, تكساس, الولايات المتحدة الأمريكية، أمه تدعى لوسيل ماري وهي شرطية وأبوه هو كلايد سي جونز يعمل في حقل للنفط، تخرج جونز عام 1969 من جامعة هارفرد.

## السيرة السينمائية

### السبعينات والثمانينات
انتقل جونز إلى نيويورك ليصبح ممثلا، بدأ التمثيل في مسارح برودواي ,في 1970 كان أول دور سينمائي له وهو دور طالب جامعي في فيلم Love Story ، بعد هذا الدور عمل لخمس سنوات في المسلسل الدرامي One Life to Live، وفي العام 1976 شارك في حلفة من مسلسل Charlie's Angels، بنفس العام أخذ دور جيد بالفيلم الدرامي Jackson County Jail ,في 1977 مثل مع فيلم الحرب الدرامي Rolling Thunder عن رجل يعود لبيته بعد ثماني سنوات قضاها في الحرب الفيتنامية ليجد عائلته مقتولة، بعدها بعام ظهر بفيلم الدراما The Betsy مع روبرت دوفال ولورنس أوليفيه, في 1978 أخذ تومي أول دور بطولة له في فيلم Eyes of Laura Mars، عام 1980 بدء جونز بلفت الانظار عندما أدى دور دوليتيل في Coal Miner's Daughter مع سيسي سبيسك ونال عن هذا الدور أول ترشيح له في الغولدن غلوب حيث ترشح عن فئة أفضل ممثل في فيلم كوميدي أو موسيقي، غاب جونز عن السينما تقريباً سبعة سنوات حيث توجه للتلفزيون وقدم أفلام تلفزيونية كثيرة ومنها The Executioner's Song و Gotham و Lonesome Dove.عام 1986 قدم فيلم أكشن مع الممثلة ليندا هاميلتون وهو Black Moon Rising، وبعدها بعام ظهر بفيلم الدراما The Big Town مع الممثل مات ديلون.

### التسعينات
في عام 1990 شارك مع نيكولاس كيج بالفيلم الحربي Fire Birds، وفي عام 1991 شارك مع مجموعة من النجوم بينهم كيفن كوستنر ببطولة فيلم JFK عن حادثة اغتيال الرئيس الأمريكي السابق كينيدي، أخرج الفيلم أوليفر ستون, وترشح الفيلم لثمانية جوائز أوسكار منها ترشح جونز لجائزة أفضل ممثل مساعد، في العام 1992 شارك بفيلم الأكشن Under Siege مع الممثل ستيفن سيغال.في 1993 شارك مع هاريسون فورد بطولة فيلم الأكشن الناجح The Fugitive، وفاز عن دوره في الفيلم بجائزة الأوسكار لأفضل ممثل مساعد وهي أول جائزة أوسكار له، وفي نفس العام تعاون جونز للمرة الثانية مع المخرج أوليفر ستون في فيلم Heaven & Earth، وتبع هذا الفيلم التعاون الثالث بينهما في فيلم Natural Born Killers في 1994,
لعب جونز دور ذو الوجهين في فيلم Batman Forever، غاب عامين ليعود أولاً بفيلم الإثارة Volcano، وثانياً بفيلم الحركة والخيال العلمي Men In Black مع ويل سميث. في 1998 قام ببطولة فيلم U.S. Marshals مع الممثل ويسلي سنايبس

## وصلات خارجية
- تومي لي جونز على موقع IMDb (الإنجليزية)
- تومي لي جونز على موقع الموسوعة البريطانية (الإنجليزية)
- تومي لي جونز على موقع روتن توميتوز (الإنجليزية)
- تومي لي جونز على موقع مونزينجر (الألمانية)
- تومي لي جونز على موقع قاعدة بيانات الأفلام العربية
- تومي لي جونز على موقع ألو سيني (الفرنسية)
- تومي لي جونز على موقع ميوزك برينز (الإنجليزية)
- تومي لي جونز على موقع تيرنر كلاسيك موفيز (الإنجليزية)
- تومي لي جونز على موقع أول موفي (الإنجليزية)
- تومي لي جونز على موقع بوكس أوفيس موجو (الإنجليزية)